# Karolín
Pour les articles homonymes, voir Karolin.
Karolín (en allemand : Karolinendorf) est une commune du district de Kroměříž, dans la région de Zlín, en République tchèque. Sa population s'élevait à 258 habitants en 2025.

## Géographie
Karolín se trouve à 8 km au sud-est du centre de Kroměříž, à 17 km à l'ouest de Zlín, à 61 km à l'est de Brno et à 236 km au sud-est de Prague.
La commune est limitée par Bařice-Velké Těšany au nord-ouest, par Kvasice au nord et à l'est, par Nová Dědina au sud et par Sulimov au sud-ouest.

## Histoire
La première mention écrite du village date de la 1822.

## Transports
Par la route, Karolín se trouve à 11 km de Kroměříž, à 24 km de Zlín, à 75 km de Brno et à 281 km de Prague.